# 무랑가현

무랑가현

무랑가현(Muranga County)은 케냐를 구성하는 47개 현 가운데 하나로 현도는 무랑가이며 면적은 2,325.8km2, 인구는 942,581명(2009년 기준)이다. 2013년에 실시된 행정 구역 개편에 따라 중부주에서 분리되어 신설되었다. 북쪽으로는 니에리현, 북동쪽으로는 키리니아가현, 동쪽으로는 엠부현, 남동쪽으로는 마차코스현, 남쪽으로는 키암부현, 서쪽으로는 니안다루아현과 접한다.

## 같이 보기
- 키쿠유족
- 조모 케냐타